# User Interface Privilege Isolation
 (août 2020).
Si vous disposez d'ouvrages ou d'articles de référence ou si vous connaissez des sites web de qualité traitant du thème abordé ici, merci de compléter l'article en donnant les références utiles à sa vérifiabilité et en les liant à la section « Notes et références ».
User Interface Privilege Isolation (UIPI Isolation des privilèges de l'IHM) est une technique de sécurité utilisée par Windows Vista et Windows Server 2008 pour se protéger contre les exploits d'injection de code. UIPI évite qu'un processus ayant un bas niveau de sécurité (IL : integrity level) puisse envoyer des messages à un processus ayant un niveau de sécurité plus haut (sauf pour un ensemble très spécifique de messages d'interface). Le niveau de sécurité est identifié par l'Identificateur de sécurité (SID) .
La spécification Mandatory Integrity Control définit quatre SID de sécurité faible à sécurité système. Les messages Windows sont conçus pour communiquer les actions clavier-souris de l'utilisateur à des processus; ils peuvent être détournés de leur usage normal pour faire exécuter du code arbitraire à des processus. Si un processus ayant un niveau de sécurité faible peut exécuter du code dans le contexte d'un processus ayant un niveau plus élevé, alors il a réussi une Élévation des privilèges non autorisée (c'est ce qui s'appelle une shatter attack). UIPI permet de réduire le risque de ce type d'attaque.

## Les limites de cette protection
UIPI n'a pas pour but de protéger contre tous les types de shatter attack. Les applications peuvent le contourner en positionnant la valeur uiAccess à vrai dans le fichier de manifeste. Cela requiert que les applications soient dans le répertoire %ProgramFiles% (c'est-à-dire Program Files) ou %SystemRoot%. Additionnellement, certains messages d'interface ne sont pas filtrés, par exemple WM_KEYUP (l'appui sur la touche majuscule). De plus, la fonction ChangeWindowMessageFilter permet aussi de contourner cette protection pour les processus de niveau sécurité moyen (c'est-à-dire tous les processus sauf ceux en mode Internet Explorer protégé).